# 縣豪紀
縣 豪紀（あがた ごうき、1992年1月19日 - ）は、日本の俳優。静岡県出身。ATGファクトリー所属。

## 略歴
小学校3年からバレーボールをはじめ、バレーボール特待生として静岡県私立磐田東高等学校に進学。高校1年のときには全国私学大会に出場。理学療法士を目指し大学に進学するも、在学中に俳優になることを決意し上京。2016年5月にミシェルエンターテイメントに所属。2022年、ATGファクトリーに移籍。

## 人物
身長は181cm、スリーサイズはB92cm、W72cm、H84cm。
特技はバレーボールで10年を超える長いキャリアがある。また稽古として殺陣も得意とし、桜月流第一師範の松木史雄に師事している。

## 出演

### 映画
- morse（2015年、佐々木基世監督） - 主演・ユウ 役
- リングサイド・ストーリー（2017年、武正晴監督）
- 聖なるもの（2018年、岩切一空監督） - 橘薫 役[4][5]
- 麻雀放浪記2020（2019年、東映）
- 劇場（2020年4月、松竹） - 美容師 役
- パラフィリア・サークル -Paraphilia Circle-（2023年6月23日） - 粟野宗一 役[6]

### テレビドラマ
- あぽやん〜走る国際空港（2013年、TBS）
- 監獄のお姫さま（2017年10月17日 - 12月19日、TBS）
- 花のち晴れ〜花男 Next Season〜（2018年4月17日 - 6月26日、TBS）
- べしゃり暮らし 第5話（2019年8月24日、テレビ朝日）

### バラエティ
- 恋愛ドラマな恋がしたい（2018年5月26日 - 7月28日、AmebaTV） - あがた 役

### 舞台
- RANPO chronicle【冥府の箱】（2017年8月9日 - 13日、シアターサンモール） - 中山警部 役
- 沈黙の朝、鳥の歌が聴こえていた（2018年9月12日 - 16日、シアターグリーン BOX in BOX THEATER）
- 2.5次元ダンスライブ - 睦月始 役
  - 2.5次元ダンスライブ『ツキウタ。』ステージ 第9幕『しあわせあわせ』（2019年10月30日 - 11月4日、ヒューリックホール東京）[7]
  - 2.5次元ダンスライブ『ツキウタ。』ステージ 第10幕『太極伝奇』（2020年1月29日 - 2月2日、ヒューリックホール東京）[8]
  - 2.5次元ダンスライブ「TSUKIPRO STAGE キソセカイステージ：eins『ソラヲワタルカゼ』」（2020年6月10日 - 13日、立川ステージガーデン） ※全公演中止[9]
  - 『LUNATIC LIVE 2020 in Taiwan』（2020年6月19日 - 21日、信義劇場 Legacy Max） ※全公演中止
  - 2.5次元ダンスライブ「TSUKIPRO STAGE キソセカイステージ：eins『ソラヲワタルカゼ』」（2020年12月19日 - 20日、立川ステージガーデン）※無観客生配信[10]
  - 2.5次元ダンスライブ「ALIVESTAGE Episode 5『月野百鬼夜行綺譚 天獄 -君死にたまふことなかれ-』」（2021年9月2日 - 12日、シアターGロッソ）[11]
  - 『LUNATIC LIVE 2021』（2021年9月4日 - 5日、東京ガーデンシアター）※5日のみ出演 ※全公演中止
  - 2.5次元ダンスライブ『ツキウタ。』ステージ 第11幕『月花神楽〜黒と白の物語〜』（2021年9月30日 - 10月11日、ヒューリックホール東京）[12]
  - 2.5次元ダンスライブ『ツキウタ。』ステージ 第12幕『裏斬心 -Children are sometimes ruthless and cruel.-』（2022年3月25日 - 4月3日、日本青年館ホール）[13]
  - 2.5次元ダンスライブ「TSUKIPRO STAGE Episode2『月野奇譚 太極伝奇 -金蘭之契-』」（2022年9月3日 - 11日、シアターGロッソ）[14] ※全公演中止[15]
  - 2.5次元ダンスライブ『ツキウタ。』ステージ 第13幕『月野百鬼夜行綺譚 依依恋恋』（2022年11月25日 - 12月4日、ヒューリックホール東京）[16]
  - 2.5次元ダンスライブ『ツキウタ。』ステージ Girl’s Side MEGASTA. Episode2『Goodbye my dear Frenemy.』（2022年12月17日 - 12月25日、新宿村LIVE）※17日のみ出演[17]
  - 2.5次元ダンスライブ「ALIVESTAGE Episode 8『太極伝奇の、舞台裏』」（2023年7月29日 - 8月7日、なかのZERO 大ホール）[18]
  - 2.5次元ダンスライブ『ツキウタ。』ステージ 第14幕『Rabbits Kingdom Resurrection』（2023年11月17日 - 26日、ヒューリックホール東京）[19]
  - 『LUNATIC FES 2025 〜NOBLE FLOWERS〜』（2025年3月26日 - 30日、日本青年館ホール）[20]
  - 2.5次元ダンスライブ『ツキウタ。』ステージ 第15幕『SCHOOL REVOLUTION 月野学園物語 -百年アオハル-』（2025年10月中旬頃予定、日本青年館ホール）[21]

- IdentityV STAGE - 黒無常（笵無咎） 役[22]
  - IdentityV STAGE Episode 1『What to draw』（2019年11月29日 - 12月8日、サンシャイン劇場）[23]
  - IdentityV STAGE Episode 3『Cry for the moon』（2020年9月10日 - 18日、TACHIKAWA STAGE GARDEN）[24]
  - Identity V STAGE 大感謝祭（2020年11月19日 - 20日、舞浜アンフィシアター）[25]
  - IdentityV STAGE Episode 2『Double Down』（2021年3月24日 - 4月1日、TACHIKAWA STAGE GARDEN）[26]
  - IdentityV STAGE Episode 4『Phantom of The Monochrome』（2024年5月30日 - 6月2日、IMM THEATER / 6月6日 - 9日、ヒューリックホール東京）※ハンター編お当番[27]
  - Identity V STAGE 大感謝祭2025 〜サバイバー&ハンター大集合!!〜（2025年4月11日 - 13日、サンシャイン劇場）※13日のみ出演
- ハイパープロジェクション演劇『ハイキュー!!』"最強の挑戦者(チャレンジャー)"（2020年3月21日 - 22日、TOKYO DOME CITY HALL[注 1]） - 銀島結 役[28]
- 朗読劇『KIRA★メキBoys〜イケメン養成塾の華麗なる日常』（2020年7月28日 - 8月2日、新宿村LIVE）
- 舞台『青春歌闘劇〜バトリズムステージ〜』- レイジ 役
  - 舞台『青春歌闘劇〜バトリズムステージ〜VOID』（2020年8月12日 - 16日、あうるすぽっと）[29]
  - 舞台『新春歌闘劇バトリズム The LIVE』（2022年1月2日 - 3日、ヒューリックホール東京）[30]
- ToyLateLie 第12回公演『ふつう(仮)』（2020年10月15日 - 25日、シアターKASSAI）[31]
- 舞台『エンタメSTAGE-SHOW CASE-』（2021年5月3日 - 9日、博品館劇場）[32] ※全公演中止
- 音楽劇『黒と白 -purgatorium- amoroso』（2021年6月30日 - 7月4日、シアターGロッソ） - 罪過・ハルート 役[33]
- Allen suwaru Lab vol.7『ホウム。』（2021年7月21日 - 25日、新宿THEATER BRATS）※22日のみ出演[34]
- 舞台『ROOKIES』（2021年11月18日 - 23日、シアター1010 / 11月26日 - 28日、サンケイホールブリーゼ / 11月30日、栗東芸術文化会館さきら） - 若菜智哉 役[35]
- 舞台『滄海天記』- 須佐之男命 役
  - 舞台『滄海天記・序篇〜天月、闇に墜つ〜』（2021年12月8日 - 13日、シアター1010）[36]
  - 舞台『滄海天記 〜陽炎〜』（2023年2月10日 - 14日、シアター1010）[37]
- アニドルカラーズ キュアステージ -Jump to the Future-（2022年5月27日 - 31日、オルタナティブシアター） - 一色虎雄 役[38]
- Soft Boiled Theater
  - ［Soft Boiled Theater-8]『戦国送球〜バトルボールズ外伝〜天上天下唯我独尊』（2022年6月22日 - 26日、シアターサンモール） - 魔苦怒奈流怒 役 ※25日と26日のみ出演（日替わりゲスト）[39]
  - ［Soft Boiled Theater-9] 朗読劇『小生とアトムの世界列車』（2022年8月5日 - 7日、アトリエファンファーレ高円寺）[40]
- Monkey Works Vol.08『オレンジノート』（2022年8月24日 - 28日、六行会ホール）
- 舞台『魁!!男塾』（2022年10月7日 - 11日、渋谷区文化総合センター大和田 伝承ホール） - 伊達臣人 役[41]
- 人狼系推理バトル『レジスタンスイレブン〜集いはハロウィンで〜』（2022年10月29日・30日、コフレリオ新宿シアター）
- 舞台『Wizards Storia』（2022年12月22日 - 26日、羽生市産業文化ホール） - ドナート 役
- ゼロテラ 星羅胎生公演・壱『見世物革命ゴウマちゃん』（2023年3月2日 - 5日、シアターグリーンBIG TREE THEATER）[42]
- 舞台『年金未納者ミャーキ』（2022年4月19日 - 23日、あうるすぽっと）[43]
- T-gene stage 
  - T-gene stage『MOMOTARO』（2023年5月24日 - 28日、六行会ホール） - ドギー 役[44]
  - T-gene stage『消された声』（2023年10月4日 - 9日、すみだパークシアター倉） - 井浦ツヨシ 役
  - T-gene stage『コトの葉』（2024年1月18日 - 28日、すみだパークシアター倉） - 黒川ケイジ 役
  - T-gene stage『図ったん×ひょったん the STAGE』（2024年6月26日 - 30日、すみだパークシアター倉）
  - T-gene stage『Episode 犬紀村 〜MOMOTARO〜』（2024年10月23日 - 27日、六行会ホール） - ドギー 役[45][46]
  - T-gene Stage『正義の味方 〜ジャスティス・タクティス〜』（2025年2月26日 - 3月3日、中目黒キンケロシアター） - 松田大輔 役
  - T-gene stage『囚われた5人？-2025-』（2025年4月16日 - 21日、サンモールスタジオ / 4月30日 - 5月4日、扇町ミュージアムキューブ CUBE03） - 顔面剛 役 ※5月3日・4日のみ出演
  - T-gene Stage『Altersong』（2025年6月16日 - 22日、築地本願寺ブディストホール）
- 舞台『あゝ青春の血は燃ゆる』（2023年9月14日 - 18日、新宿村LIVE） - 北大路はじめ 役[47]
- SAB-on Produce 舞台『権乱業火 〜火に咲く花〜』（2023年12月20日 - 24日、ザ・ポケット）
- レジスタンスイレブン 〜陰謀を阻止せよ〜（2024年1月6日 - 8日、TACCS1179）※8日のみ出演
- 舞台『OVER SMILE 2024』（2024年3月1日 - 10日、あうるすぽっと） - リュウソウ 役[48]
- RMY STAGE『School STAGE』
  - RMY STAGE『School STAGE』〜どうして消しゴムは角から使うの？〜（2024年4月5日 - 7日、ウッディシアター中目黒）
  - RMY STAGE『School STAGE』vol.2 〜どうして3時間目はお腹がが空くの？〜（2024年11月22日 - 24日、ウッディシアター中目黒）[49]
  - RMY STAGE『School STAGE』vol.3 〜勇気と書いてカエルさわること？〜（2025年4月4日 - 6日、ブルースクエア四谷）※5日のみ出演[50]
- ゼロテラ / 001+『新約クラド』（2024年7月11日 - 14日、六行会ホール） - 鳹束シオン 役
- 舞台】新撰組!『幕末維新伝〜誠の戦友〜』（2024年8月15日 - 17日、武蔵野芸能劇場） - 沖田総司 役
- Alexandrite Stage 時代劇『PRINCESS KYOUGOKU』（2024年9月12日 - 17日、草月ホール） - 京極高次（青年期）役
- ボクジェネpresents 
  - ボクジェネpresents 舞台『シバイノツクリカタ』（2024年12月4日 - 9日、TACCS1179） - 芹原直樹 役
  - ボクジェネpresents 舞台『THREE’S 2025』（2025年1月29日 - 2月3日、かめありリリオホール） - 関羽 役
- WaVe'S 第6回公演 舞台『六山荘の恋人』（2024年12月18日 - 22日、コフレリオ 新宿シアター） - 碇谷 役
- 舞台『「華の天羽組-羽王戦争編-Powered by ヒューマンバグ大学」前編』（2025年5月17日 - 25日、新宿FACE） - 南雲梗平 役[51]
- 舞台『THE VILLAINS 〜ダークフェルの悪夢〜』（2025年7月9日 - 13日、六行会ホール） - 黒蜥蜴 役
- WaVe'S 第9回公演 舞台『祭りのかけら』（2025年7月31日[注 2]、ザ・ポケット） - 日替わりゲスト[52]
- 舞台『ぼくらの七日間戦争2025』（2025年8月24日 - 9月2日〈予定〉、東京建物 Brillia HALL / 9月10日 - 18日〈予定〉、東京建物 Brillia HALL 箕面 大ホール / 9月24日 - 28日〈予定〉、京都劇場 / 10月2日・3日〈予定〉、東海市芸術劇場 大ホール / 11月7日 - 9日〈予定〉、熊本城ホール メインホール / 11月7日 - 9日〈予定〉、東京建物 Brillia HALL） - 中尾和⼈ 役[53]
- 舞台『虚の王:‖』（2025年12月11日 - 18日〈予定〉、IMAホール）[54]

### テレビ番組
- ツキステ。TVシーズン3（2020年5月27日 - 6月17日、TOKYO MX・BS日テレ）
- プロステTV（2022年1月5日 - 3月16日、TOKYO MX・BS日テレ）

### イベント・配信
- 縣 豪紀 30th Birthday Event（2022年6月12日、グレースバリ池袋）[55]
- 図ったん×ひょったん vol.9（2022年6月18日・19日、四谷三丁目ドリームシアター）
- 『ムービックステージオンリーショップ2022』オンライントークイベント（2022年7月23日）[56]
- 吉田知央のイベント 〜ゲストじゃないよ〜（2022年7月24日、J-SQUARE）※ゲスト
- acoFES プレゼンツ『俳優×芸人どうなりますか！？ライブvol.2』（2022年7月31日、音部屋スクエア）
- ツキプロチャンネル48時間生配信2022（2022年11月5日・6日、YouTube・ニコニコ生放送）[57]
- 大忘年会！タツトーーク！〜Part.3〜（2022年12月29日、SUBIR AKASAKA TOKYO）
- T-gene 忘年会 2022（2022年12月30日、MsmailBOX渋谷）
- 縣豪紀 BIRTHDAY EVENT（2023年1月14日、R’s ART COURT）
- THE FICTION 〜 ザ・フィクション vol.3（2023年3月25日、R’s ART COURTアトリエファンファーレ高円寺）
- 飛び出せ！🎀エイプリル（2023年4月1日、YouTube）[58]
- 『俳優×俳優どうなりますか！？ライブ』（2023年5月7日、MUSEモード音楽学院本館）
- 映画『パラフィリア・サークル』公開直前記念イベント（2023年5月12日、なかのzero小ホール）
- T-geneStage『MOMOTARO』前夜祭（2023年5月13日・14日、R’s ART COURT）※14日のみ
- 図ったん×ひょったん vol.13（2023年6月10日・11日、Msmile Box渋谷）
- T-geneStage『MOMOTARO』後夜祭（2023年6月18日、MUSEモード音楽学院本館）
- 映画『パラフィリア・サークル』舞台挨拶（2023年6月23日、池袋HUMAXシネマズ）
- 五十嵐家FC集会 vol.10『五十嵐家卓球大会2023春！』（2023年6月25日、山手卓球場）※ゲスト
- 國島直希 Birthday Event 2023（2023年7月1日、東京証券会館）※ゲスト
- 2.5次元ダンスライブ「ツキウタ。」ステージ第13幕『月野百鬼夜行綺譚 依依恋恋』BACKSTAGE PARTY IN animate（2023年8月19日、アニメイト池袋本店）
- 『あがたさんち〜夏祭り2023〜』（2023年8月27日、R’sアートコート）
- 『見世物革命ゴウマちゃん』応援上映会&トークショーイベント（2023年9月2日、ばぐちか）
- 太田裕二 トークライブ『花鳥風月 〜風立ちぬ、秋祭り〜』（2023年9月23日、池袋ムーブメントスタジオ）※ゲスト
- T-gene stage『消された声』【本番直前！前夜祭開催決定！】（2023年9月24日、MUSEモード音楽学院本館）
- T-gene stage『消された声』後夜祭（2023年10月1日、R’sアートコート）
- ツキプロチャンネル48時間マジカルTV（2023年11月3日・4日、YouTube・ニコニコ生放送）※4日のみ出演[59]
- 『Bitter or  Sweet?』ビジュアル撮影ちら見せ生配信（2023年12月3日、TwitCasting）
- 大忘年会!タツトーーク！ 〜Part.4〜（2023年12月29日、池袋AK）
- 図ったん×ひょったん 忘年会2023（2023年12月30日、ブルースクエア四谷）
- T-gene stage『コトの葉』前夜祭（2024年1月6日・7日、ブルースクエア四谷）
- 縣豪紀 Birthday Event 2024（2024年2月4日、HYPERMIX門前仲町）
- T-gene stage『コトの葉』後夜祭（2024年2月12日、ブルースクエア四谷）
- 『Bitter or  Sweet?』バレンタイン特別生放送（2024年2月14日、TwitCasting）
- ボクラ団社×T-gene 合同企画『ボクジェネ vol.2』（2024年2月18日、全電通労働会館 多目的ホール）
- ボクラ団社×T-gene 合同企画『ボクジェネ vol.3』（2024年3月17日、歌舞伎町Sparkle）
- 山沖勇輝33歳バースデーイベント（2024年3月20日、πTOKYO）※ゲスト
- 縣豪紀 ORIGINAL CALENDAR 2024リリースイベント（2024年4月13日）
- シアターゲームリーグ Vol.7（2024年4月28日、雷5656会館ときわホール）
- 成松慶彦 birthday Event『成松44で4あわせです』（2024年4月28日、歌舞伎町Sparkle）※ゲスト
- 2.5次元ダンスライブ『ツキウタ。』ステージ 第14幕『Rabbits Kingdom Resurrection』Blu-ray先行上映会（2024年5月18日 、アニメイトシアター）
- 図ったん×ひょったん the STAGE 前夜祭（2024年6月16日、MUSEモード音楽学院本館）
- 千葉瑞己オフィシャルファンクラブイベントVol.2（2024年6月23日、ブルースクエア四谷）※ゲスト
- あがたさんち〜夏祭り2024〜（2024年7月20日、HYPERMIX門前仲町）
- 『Fillイベ！vol.5 ―鷲尾修斗のおしゃべり1本勝負！コラボSP〜夏祭り〜2Days―』（2024年8月10日・11日、ZEAL THEATER TOKYO）※ゲスト
- T-geneStage『Episode 犬紀村』前夜祭（2024年10月12日、アトリエファンファーレ東池袋 / 10月13日、MUSEモード音楽学院本館）
- 澤邊寧央 Birthday Event 2024（2024年11月3日、DDD青山クロスシアター）※ゲスト
- 千葉プロデュース『ハロウィンパーティー2024 〜WolfDAY/VampireNIGHT〜』（2024年11月4日、東京ポートシティ竹芝）※ゲスト
- ツキプロ チャンネル side2.5ステージ（2024年11月10日、中池袋公園）
- T-geneStage『Episode 犬紀村』後夜祭（2024年11月16日、MUSEモード音楽学院本館）
- 図ったん×ひょったん 大忘年会！（2024年12月30日、ブルースクエア四谷）
- ボクラ団社×T-gene 合同企画『ボクジェネvol.6』（2025年1月12日、MUSEモード音楽学院本館）
- 縣豪紀 33rd Birthday Event（2025年1月18日、MUSEモード音楽学院本館）
- ボクラ団社×T-gene 合同企画『ボクジェネvol.7』（2025年2月8日、MUSEモード音楽学院本館）
- 吉田知央 Birthday Event 2025（2025年2月9日、MUSEモード音楽学院本館）※ゲスト
- T-gene Stage『正義の味方 〜ジャスティス・タクティス〜』前夜祭（2025年2月16日、MUSEモード音楽学院本館）
- 縣豪紀・オリジナルカレンダー2025 〜TOKYO AGATAR GROUND〜 発売記念イベント（2025年3月8日、BETA TOKYO）
- T-gene Stage『正義の味方 〜ジャスティス・タクティス〜』後夜祭（2025年3月16日、MUSEモード音楽学院本館）

### CM
- ハレクラニ『FIRST MEET 〜世界一幸せな待ち合わせ〜』（2016年）
- Ferrero Roche
- Cygames『アイドルマスターシンデレラガールズ』
- ソフトバンク『年末年始販促キャンペーンCM壊す』篇
- サントリー『知多』
- ローソン100
- キューサイ『コラリッチBBクリーム』
- CCJC『いろはす』
- YORKS
- スズキ株式会社
- ネスレ日本『ネスカフェアンバサダー』
- 京浜急行電鉄『京急グループ広告』
- 資生堂『TUBAKI』
- C Channel
- 花王
- 中国電力

### GR
- zozotown
- YORKS
- ナルエーパジャマカタログ

### MV
- MOROHA『革命』（2013年）
- ハレとパチカ『ダイヤのリング』（2017年）

### ショー
- 東京都美容組合主催ガラ・ド・ラ・コワフィール

## CD・楽曲配信

### 「ツキステ。」シリーズ関連
| 発売日   | 商品名 | キャスト | 楽曲                               |
| 2019年   | 2019年 | 2019年 | 2019年                             |
| -------- | --- | --- | ---------------------------------- |
| 11月29日 | 2.5次元ダンスライブ『ツキウタ。』ステージ 第9幕『しあわせあわせ』メインテーマ                                 | Six Gravity: 睦月始 役：縣豪紀、弥生春 役：松田岳、卯月新 役：中島礼貴、皐月葵 役：上仁樹、師走駆 役：澤邊寧央、如月恋 役：鈴木遥太 Procellarum: 霜月隼 役：TAKA、文月海 役：平井雄基、葉月陽 役：栗田学武、長月夜 役：秋葉友佑、水無月涙 役：佐藤友咲、神無月郁 役：三山凌輝   | 『しあわせあわせ』                 |
| 11月29日 | 2.5次元ダンスライブ『ツキウタ。』ステージ 第9幕『しあわせあわせ』劇中歌･年長組                                | Six Gravity: 睦月始 役：縣豪紀、弥生春 役：松田岳 Procellarum: 霜月隼 役：TAKA、文月海 役：平井雄基 | 『Welcome to the Wonderland』      |
| 2020年   | | |                                    |
| 2月28日  | 2.5次元ダンスライブ『ツキウタ。』ステージ 第10幕『太極伝奇』主題歌                                            | Six Gravity: 睦月始 役：縣豪紀、弥生春 役：松田岳、卯月新 役：中島礼貴、皐月葵 役：上仁樹、師走駆 役：澤邊寧央、如月恋 役：鈴木遥太 Procellarum: 霜月隼 役：TAKA、文月海 役：平井雄基、葉月陽 役：栗田学武、長月夜 役：秋葉友佑、水無月涙 役：佐藤友咲、神無月郁 役：三山凌輝   | 『太極伝奇〜約束〜』               |
| 2021年   | | |                                    |
| 11月26日 | 2.5次元ダンスライブ『ツキウタ。』ステージ 第11幕『月花神楽〜黒と白の物語〜』主題歌                            | Six Gravity: 睦月始 役：縣豪紀、弥生春 役：太田裕二、卯月新 役：中島礼貴、皐月葵 役：上仁樹、師走駆 役：澤邊寧央、如月恋 役：鈴木遥太 Procellarum: 霜月隼 役：TAKA、文月海 役：平井雄基、葉月陽 役：鷲尾修斗、長月夜 役：秋葉友佑、水無月涙 役：佐藤友咲、神無月郁 役：佐藤智広 | 『月花神楽』                       |
| 11月26日 | 2.5次元ダンスライブ『ツキウタ。』ステージ 第11幕『月花神楽〜黒と白の物語〜』挿入歌                            | Six Gravity: 睦月始 役：縣豪紀、弥生春 役：太田裕二、卯月新 役：中島礼貴、皐月葵 役：上仁樹、師走駆 役：澤邊寧央、如月恋 役：鈴木遥太 | 『漆黒武舞』                       |
| 2022年   | | |                                    |
| 3月25日  | 2.5次元ダンスライブ『ツキウタ。』ステージ 第12幕『裏斬心 -Children are sometimes ruthless and cruel.-』主題歌 | Six Gravity: 睦月始 役：縣豪紀、弥生春 役：太田裕二、卯月新 役：中島礼貴、皐月葵 役：上仁樹、師走駆 役：澤邊寧央、如月恋 役：鈴木遥太 Procellarum: 霜月隼 役：TAKA、文月海 役：平井雄基、葉月陽 役：鷲尾修斗、長月夜 役：秋葉友佑、水無月涙 役：佐藤友咲、神無月郁 役：佐藤智広 | 『斬心-無形ノ八重-』               |
| 2023年   | | |                                    |
| 1月27日  | 2.5次元ダンスライブ『ツキウタ。』ステージ 第13幕『月野百鬼夜行綺譚 依依恋恋』主題歌                           | Six Gravity: 睦月始 役：縣豪紀、弥生春 役：太田裕二、卯月新 役：中島礼貴、皐月葵 役：上仁樹、師走駆 役：澤邊寧央、如月恋 役：鈴木遥太 Procellarum: 霜月隼 役：TAKA、文月海 役：平井雄基、葉月陽 役：鷲尾修斗、長月夜 役：秋葉友佑、水無月涙 役：佐藤友咲、神無月郁 役：佐藤智広 | 『依依恋恋』                       |
| 12月29日 | 2.5次元ダンスライブ『ツキウタ。』ステージ 第14幕『Rabbits Kingdom -Resurrection-』主題歌                      | Six Gravity: 睦月始 役：縣豪紀、弥生春 役：太田裕二、卯月新 役：中島礼貴、皐月葵 役：上仁樹、師走駆 役：澤邊寧央、如月恋 役：鈴木遥太 Procellarum: 霜月隼 役：TAKA、文月海 役：平井雄基、葉月陽 役：鷲尾修斗、長月夜 役：秋葉友佑、水無月涙 役：佐藤友咲、神無月郁 役：佐藤智広 | 『Rabbits Kingdom -Resurrection-』 |

### その他シリーズ
- 音楽劇「黒と白-purgatorium- amoroso」劇中歌「4tuneGear」（岩永徹也×平井雄基×末原拓馬×縣豪紀）（2021年8月27日）
- IdentityV STAGE Episode4「Phantom of The Monochrome」ハンター編主題歌「无常雨」（國島直希、縣豪紀）（2024年5月16日）